# Grande amore
 (срп. Велика љубав) пјесма је италијанског оперног поп трија Ил воло, коју је написао Франческо Боча са Ћиром Томијем Еспозитом. Побиједила је на музичком фестивалу Санрема и представљала је Италију на такмичењу Пјесме Евровизије 2015. гдје је побиједила према гласовима телегласања, али се међутим пласирала на треће мјесто по свеукупним гласовима.

## Поријекло и снимање

### Компоновање
Пјесму је написао Франческо Боча 2003, те ју је компоновао Ћиро Томи Еспозито (члан италијанске групе Il Giardino dei Semplici) с главном идејом да је изведу класични пјевачи. Боча ју је извео 2005. на музичком фестивалу Санрема али је пјесма на крају била одбачена зато што су је сматрали престаром.
Остављена је на полицу скоро дванест година, а поново предложена у дио „новајлија” на музичком фестивалу Санрема 2015, и требало је да је изведе оперски дует (састављен од Франческе Карли и Енрике Ђовањоли); међутим, њихово учешће је одбијено због старосног ограничења такмичара. Такође је било предложено да пјесму изведе Оријета Берти, која је сматрала да је пјесма била добра, али је морала одбити учешће јер није била слободна за вријеме такмичења.
Артистички директор и главни представник 65. издања фестивала Карло Конти, није био задовољан с првом пјесмом коју су предложили Ил воло, али је међутим — након слушања пјесме Grande amore — предложио уреднику пјесме Паскуалеу Мамару (који је менаџер Операпопа) да контактира менаџера Микела Торпедина како би оперни трио постао извођач.

### Стихови
Стихови пјесме није требало да буду промијењени, али су међутим — по жељи трија — промијењена три стиха: regina dei giorni miei (срп. краљице мојих дана) је постало  (срп. здаше мојих дана), док је sotto al tuo portone (срп. испод твојих врата) постало  (срп. без страха). Стихови су промијењени пошто је изворна пјесма била серенада коју је пјевао младић дјевојци испод балкона, те је трио сматрао да је ово превише старо за њихове године.
Пјесма се не односи непознатом лицу, већ говори о идеји изјаве вјечне љубави.

## Музичка такмичења

### Музички фестивал Санрема
Ил воло је по први пут извео пјесму на 65. музичком фестивалу Санрема, 11. фебруара 2015. Током посљедње вечери такмичења (које је било 14. фебруара 2015) Grande amore се пласирала на прво мјесто с укупним удјелом од 39,05% гласова у задњој рунди такмичења, побједишви сва три конкурента са сљедећим постоцима: Некова Fatti avanti amore са 35,38% и Малика Ајанејева Adesso e qui (nostalgico presente) са 25,66%. Према посљедним резултатима гласања, Ил воло је побиједио захваљујући телегласању (добили су 40% укупних гласова) с удјелом од 56,1878% гласова, док су од стручног жирија добили удио од 22,9167% (према тим резултатима би били на трећем мјесту) и удио од 32,3333% од стране популарног жирија (према тим резултатима би били на другом мјесту).
Каролина Бубико је дириговала оркестар музичког фестивала Санрема током наступа Ил волоа.

### Пјесма Еуровизије 2015.
Италијанска телевизијска кућа РАИ је, 19. фебруара 2015, потврдила да ће Grande amore бити италијанска пјесма на Евросонгу 2015, те да ће је извести група Ил воло.
Пошто је Италија чланице „велике петорке”, Ил воло се аутоматски квалификовао у финале такмичења у Бечу, 23. маја 2015. Према телегласању пјесма је била на првом мјесту. Међутим, према укупним гласовима жирија и телегласања, пјесма се пласирала на треће мјесто. Међународна штампа ју је наградила с Марсел Безансон наградом за најбољу пјесму.

## Хит листе и сертификације

### Седмичне хит листе
| Хит листа (2015) | Најбољи пласман |
| ---------------- | --------------- |
| Италија          | 1               |
| Грчка            | 1               |
| Швајцарска       | 21              |
| Белгија          | 44              |
| Белгија          | 1               |
| Исланд           | 4               |
| Њемачка          | 54              |

### Сертификати
| Регион                                                                   | Сертификат | Продаја |
| ------------------------------------------------------------------------ | ---------- | ------- |
| Италија ()                                                               | Платина    | 50.000‡ |
| ‡ Цифре продаје, односно стриминга, су једино базиране на сертификацији. |            |         |